# Sarah Bolger
Sarah Lee Bolger, född 28 februari 1991 i Dublin, är en irländsk skådespelare. Hon har bland annat spelat rollen Mallory Grace i filmen Spiderwick och Mary Tudor i serien The Tudors.

## Filmografi (i urval)

### Film
| År   | Titel                | Roll            | Anmärkning                  |
| ---- | -------------------- | --------------- | --------------------------- |
| 1999 | A Love Divided       | Eileen Cloney   |                             |
| 2003 | Drömmarnas land      | Christy         |                             |
| 2005 | Premonition          | Azura           | Kortfilm                    |
| 2005 | Huset vid Tara Road  | Annie           |                             |
| 2006 | Stormbreaker         | Sabina Pleasure |                             |
| 2008 | Spiderwick           | Mallory Grace   |                             |
| 2011 | The Moth Diaries     | Rebecca         |                             |
| 2011 | Uppe på vallmokullen | Umi Matsuzaki   | Röstroll (engelsk dubbning) |
| 2013 | Crush                | Jules           |                             |
| 2013 | As Cool as I Am      | Lucy Diamond    |                             |
| 2014 | Kiss Me              | Zoe             |                             |
| 2014 | Starbright           | Pamela          |                             |
| 2015 | Courage              | Linda Wheeler   |                             |
| 2015 | The Lazarus Effect   | Eva             |                             |
| 2015 | Emelie               | Emelie          |                             |
| 2017 | Halal Daddy          | Maeve Logan     |                             |
| 2019 | End of Sentence      | Jewel           |                             |

### TV
| År        | Titel               | Roll              | Anmärkning                                                                |
| --------- | ------------------- | ----------------- | ------------------------------------------------------------------------- |
| 1999      | A Secret Affair     | Helena Fitzgerald | TV-film                                                                   |
| 2002      | Sune och hans värld |                   | Röstroll (engelsk dubbning)                                               |
| 2004      | The Clinic          | Janey Quinn       | 2 avsnitt                                                                 |
| 2006      | Stardust            | Lorraine Keegan   | Miniserie                                                                 |
| 2008–2010 | The Tudors          | Mary Tudor        | 23 avsnitt                                                                |
| 2012–2015 | Once Upon a Time    | Aurora            | 16 avsnitt                                                                |
| 2014      | Mixology            | Janey             | Avsnittet: "Tom & Maya"                                                   |
| 2015–2017 | Into the Badlands   | Jade              | 2 säsonger                                                                |
| 2016      | Agent Carter        | Violet            | Avsnitten: "The Lady in the Lake", "A View in the Dark", "The Atomic Job" |
| 2018      | Counterpart         | Anna Silk         |                                                                           |
| 2018–     | Mayans M.C.         | Emily Thomas      |                                                                           |

### Datorspel
| År   | Titel                     | Roll          | Anmärkning |
| ---- | ------------------------- | ------------- | ---------- |
| 2008 | The Spiderwick Chronicles | Mallory Grace |            |
| 2010 | Bioshock 2                | Eleanor Lamb  |            |